# 지구 중심 관성

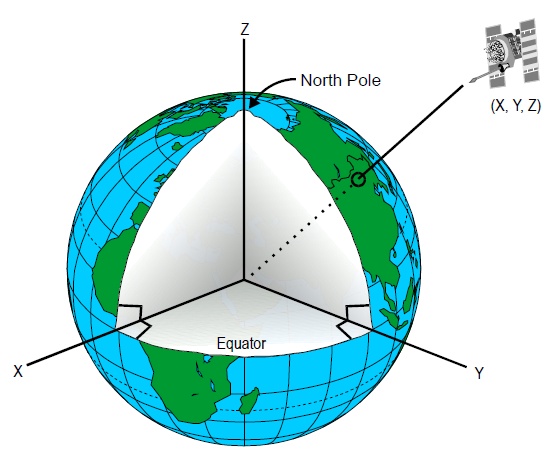
ECI 시스템을 사용하여 지구의 위치를 표시하기 위해 데카르트 좌표계가 사용된다.

지구 중심 관성(Earth-centered inertial, ECI) 좌표계는 지구의 질량중심을 원점으로 하는 좌표계이다. X 축이 춘분점을 향하며, Z 축은 지구의 자전축 방향으로 정의한다.